# 삭제 장면
삭제 장면(deleted scene)은 영화나 텔레비전 쇼의 최종판에서 제거된 동영상을 의미한다.
관련 용어로 확장씬(extended scene)이 있으며 이는 영화 최종판을 위해 짧게 줄인 씬의 장편 버전을 말한다. 이를테면 해리 포터와 비밀의 방, 세레니티처럼 확장씬은 삭제된 장면의 컬렉션에 들어가거나 삭제 장면 그 자체를 의미할 수도 있다.

## 같이 보기
- NG
- 감독판
- 영화 편집